# Prado de San Sebastián
Pour les articles homonymes, voir San Sebastián.
Le Prado de San Sebastián est un espace public de la ville andalouse de Séville, en Espagne.

## Situation
Situé à l'extrémité Nord-Ouest du quartier d'El Prado-Parque de María Luisa, dans le district Sud, il est formé des jardins du Prado de San Sebastián et des rues adjacentes : l'avenue del Cid, l'avenue de Carlos V, la rue Diego de Riaño et l'avenue du Portugal.

## Histoire

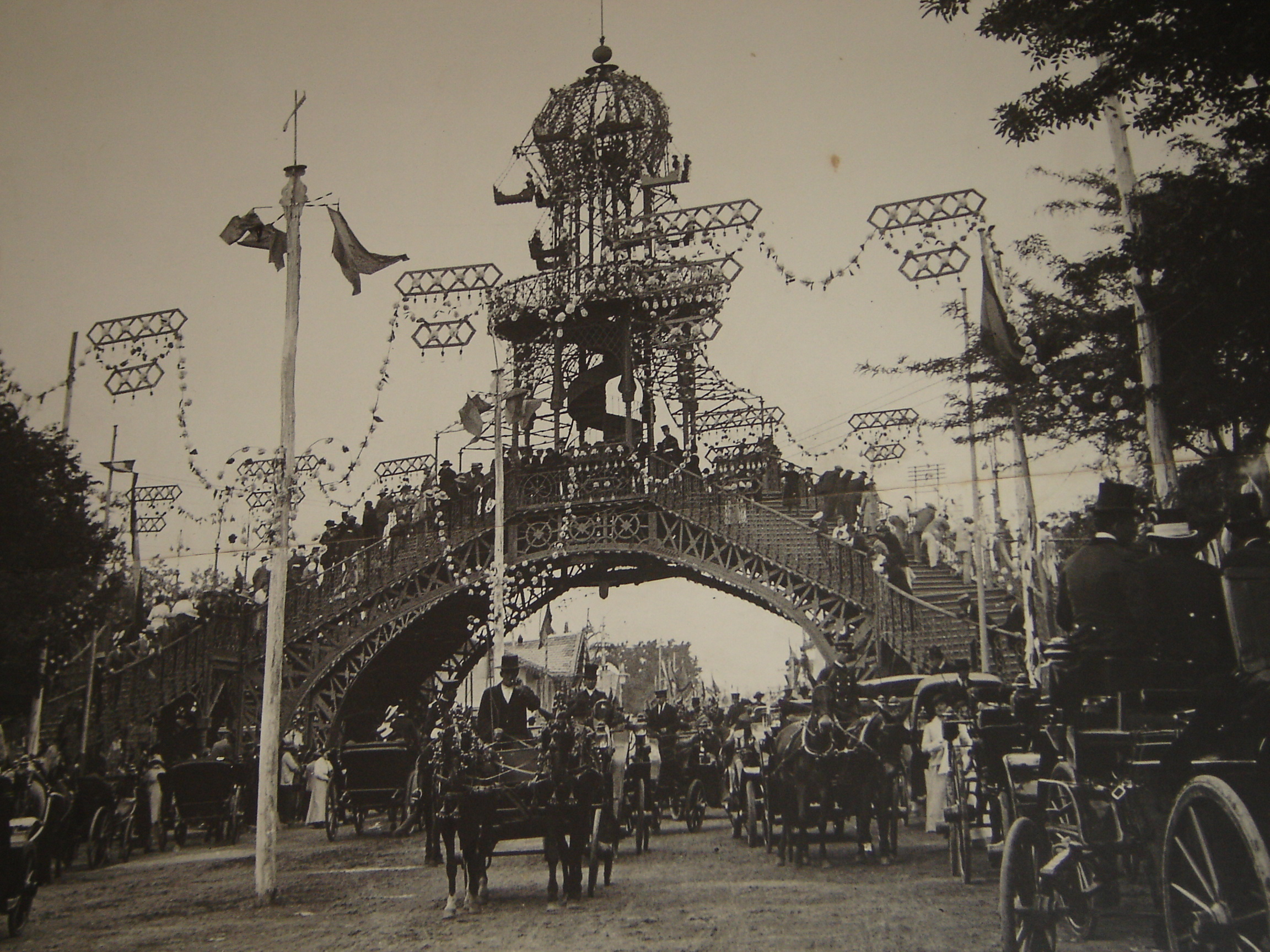
La passerelle.

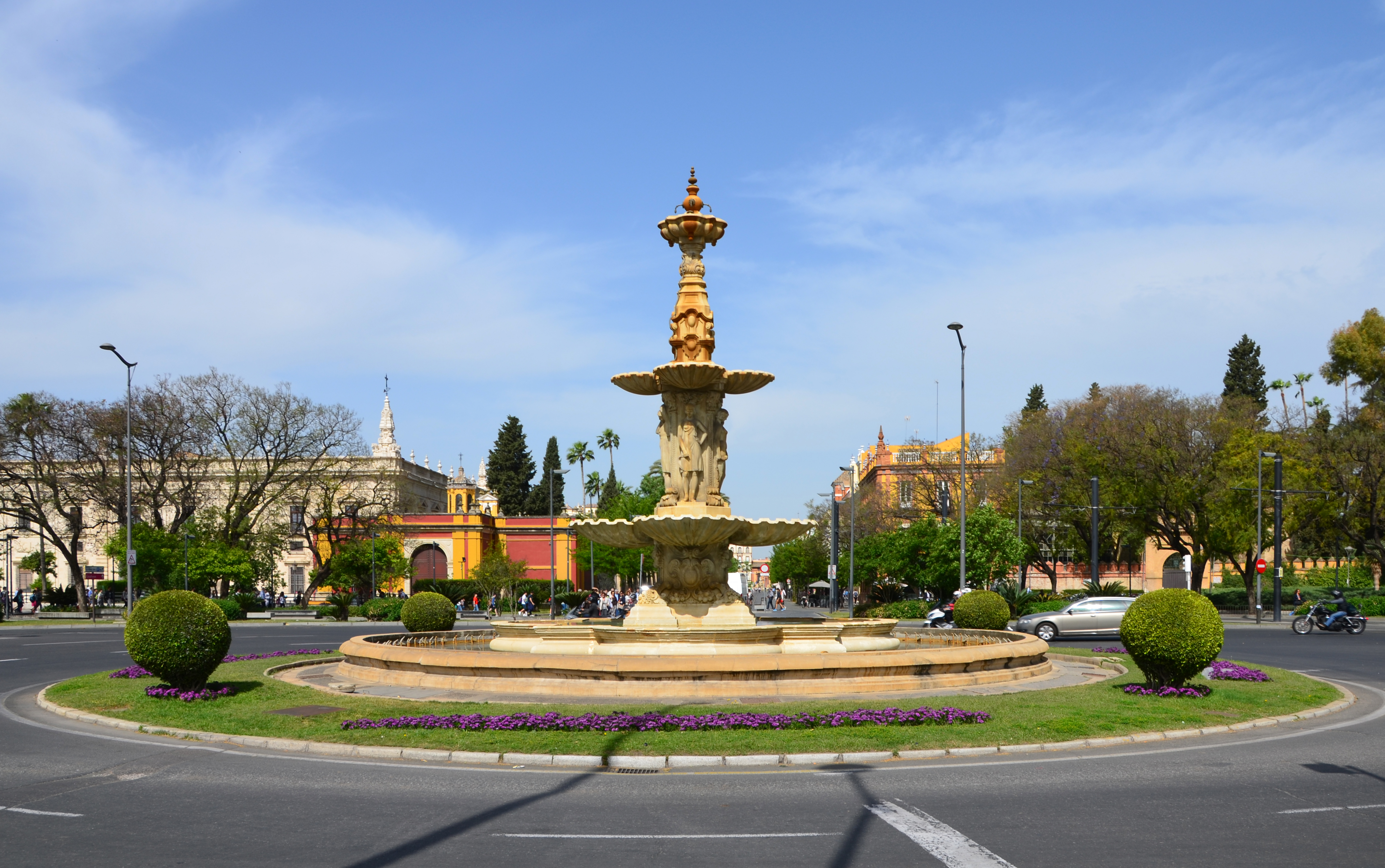
La fontaine des Quatre Saisons.

### Avant leXIXesiècle
Le Prado de San Sebastián, littéralement Pré de Saint Sébastien, se trouve à l'emplacement de l'ancien ermitage de San Sebastián, construit au XIIIe siècle, qui lui donna son nom. Le pré servit de lieu d'ensevelissement de masse lors des épidémies qui touchèrent la ville, comme lors de la peste qui tua 60 000 Sévillans en 1649,.

### XIXesiècle
Entre 1819 et 1821, autour de l'église de San Sebastián qui avait alors remplacé l'ermitage, fut créé un cimetière. La construction en 1853 du cimetière municipal de San Fernando entraîna la fermeture définitive du cimetière de San Sebastián en 1889. Une croix située dans les jardins actuels rappelle cet épisode. En outre, à l'endroit de l'actuelle statue du Cid, sur l'avenue homonyme, était situé un des bûchers de l'Inquisition. Jusqu'en 1868, on accédait au Prado, séparé de la ville par ses murailles, par la Puerta Nueva (porte Neuve), appelée également porte de San Fernando. Cette porte fut abattue durant la période de vide administratif et institutionnel entourant la révolution de 1868, qui détrôna Isabelle II.
Le terrain se trouvant à proximité de la rivière Tagarete, il devenait facilement marécageux lorsqu'il pleuvait, donc impossible à cultiver. De ce fait, il fut utilisé comme pâturage pour le bétail destiné aux abattoirs de la porte de la Viande (matadero de la puerta de la Carne) et c'est logiquement au Prado que naquit en 1847 la Feria de Abril. D'abord foire agricole, elle devint au fil des ans la fête la plus populaire de la ville,,.
En 1896 fut construite une passerelle à la rue San Fernando, à l'emplacement actuel de la place Don Juan de Austria. Il s'agissait d'une grande structure de fer permettant le passage des piétons au-dessus du site de la feria, créée par l'ingénieur Dionisio Pérez Tobía ; elle possédait quatre escaliers d'accès convergeant vers une plateforme centrale, était décorée de guirlandes et de lampions et était illuminée par des lampes à gaz. Imaginée à l'origine comme une construction éphémère, elle devint le symbole de la feria. Malgré tout, en 1921, lors de l'élargissement de la rue San Fernando, elle fut démolie.

### XXesiècle
En 1929 fut installée la fontaine des Quatre Saisons (fuente de las Cuatro Estaciones) sur la place Don Juan d'Autriche, à l'ouest du Prado. Œuvre du sculpteur Manuel Delgado Brackembury, elle présente dans sa partie centrale quatre sculptures féminines représentant les quatre saisons ainsi que huit coquillages : quatre dans sa partie supérieure et quatre dans sa partie inférieure. Elle est placée à l'endroit où se trouvait la passerelle de la feria, d'où son surnom de fontaine de la passerelle. La même année, quelques mètres plus au sud, fut installée la statue en bronze du Cid Campeador de la sculptrice américaine Anna Hyatt Huntington, offerte à la ville dans le cadre de l'Exposition ibéro-américaine. Avec l'important développement immobilier apparurent sur le Prado de San Sebastián, à l'Est, la fabrique d'huile d'olive de Luca de Tena et une centrale électrique. Durant la même période, dans la zone sud, se développèrent le quartier d'El Porvenir et le site de l'Exposition ibéro-américaine de 1929. Au Nord furent édifiés la gare routière du Prado de San Sebastián en 1941 et le palais de justice en 1968,.
Après l'édition 1972, trop à l'étroit au Prado, la feria fut transférée sur son nouvel emplacement, dans le quartier de Los Remedios. L'année suivante, en 1973, la ville exposa son projet de centre commercial, destiné à occuper tout le Prado de San Sebastián, impliquant une refonte totale du site et la construction de jardins, de nouvelles rues, d'une station souterraine de métro et d'immeubles d'habitation. Début 1974, la délégation du Collège Officiel des Architectes (Colegio Oficial de Arquitectos) se positionna contre le projet, dénonçant notamment la privatisation de terrains publics et dénonçant une spéculation urbanistique. Diverses attractions temporaires (manèges, cinémas, cirques) y prirent place durant les années suivantes.
En 1994, l'ayuntamiento de Séville approuva le Plan Especial del Prado de San Sebastián qui devait le protéger du développement immobilier touchant la zone. En 1997 furent inaugurés les jardins, établis sur un terrain récupéré par la ville grâce à un financement du Fonds européen de développement économique et régional.

### XXIesiècle
En 2003, l'université de Séville projeta de construire une nouvelle bibliothèque universitaire dans la partie est des jardins du Prado. Sa construction fut incluse en 2006 dans le nouveau plan général d'organisation urbanistique (Plan General de Ordenación Urbanística) de la ville. Malgré de nombreuses oppositions, les travaux de construction de l'édifice dessiné par l'urbaniste Zaha Hadid, qui devait prélever aux jardins 8 % de leur surface, débutèrent en août 2008. Une bataille juridique commença alors et dura jusqu'en 2012. Elle se conclut par la confirmation, en 2011, par le Tribunal suprême de Madrid, du verdict de 2009 du tribunal supérieur de justice d’Andalousie, donnant raison aux opposants : les éléments déjà construits furent démolis, les arbres déplacés furent replantés et le mobilier urbain retrouva sa place. En 2015, les jardins retrouvèrent leur aspect originel et la zone fut rouverte au public,,.

## Jardins du Prado
Inaugurés en 1997 sur une surface rectangulaire de 58 384 m2, ils sont formés de trois zones concentriques : une place centrale recouverte d'albero entourée d'allées et de fontaines. Les trois zones sont séparées par des rangées de Tipuana tipu. Les jardins sont séparés des rues avoisinantes par une rangée de platanes.
Dans les jardins se trouvent des fontaines, des étangs, des petites cascades et des aires de jeux pour les enfants. La zone d'accès depuis l'avenue del Cid est plantée de dattiers des Canaries et de palmiers Washingtonia robusta. Parmi les autres espèces végétales remarquables, mentionnons des lantaniers, des thuyas, des cyprès, des myrtes, des tamaris communs, des bambous, des palmiers de Chine, des oliviers de Bohême, des hibiscus, des spirées, des pittospores de Chine, des bigaradiers, des Grevillea, des pruniers japonais, des flamboyants bleus, des Ficus microcarpa, des Photinia serratifolia, des Canna indica, des lauriers-roses, des grenadiers, des viornes tin, des acanthes à feuilles molles, des verveines odorantes, des Lagunaria patersonii et des bougainvillées. La place centrale est plantée de Washingtonia robusta, de flamboyants bleus et de bigaradiers ; deux de ses coins sont décorés de Yucca gigantea. Les fontaines sont bordées de haies de fusains du Japon,.
À l'extrémité ouest des jardins se trouve le Consulat Général du Portugal. Son bâtiment est celui du pavillon portugais de l'Exposition ibéro-américaine de 1929, dessiné par Carlos et Guillermo Rebello de Andrade. Son style architectural s'inspire de celui des bâtiments de Macao, colonie portugaise jusqu'en 1999.

### Manifestations
Les jardins du Prado servent de cadre à diverses manifestations, comme la Feria de las Naciones (fête des nations), le Mercado Medieval (marché médiéval) ou le Gran parque de Navidad (grand parc de Noël),,,.

## Gare routière du Prado de San Sebastián
Imaginée en 1938 par l'architecte sévillan D. Rodrigo Medina Benjumea et construite en 1941, l'emplacement de la gare routière du Prado de San Sebastián était rendu logique par la proximité de la gare ferroviaire de San Bernardo, inutilisée depuis. Malgré tout, l'inauguration en 2007 de la ligne de tramway MetroCentro, allant de la plaza Nueva au Prado de San Sebastián, rendit à la gare routière du Prado sa vocation originelle de centre névralgique des transports publics sévillans, situation renforcée en 2009 par la mise en service de la ligne 1 du métro, s'arrêtant également au Prado puis, en 2011, par le prolongement de la ligne de tramway vers le nord. La gare est inscrite au catalogue général du Patrimoine Historique d'Andalousie depuis le 25 octobre 2001,.

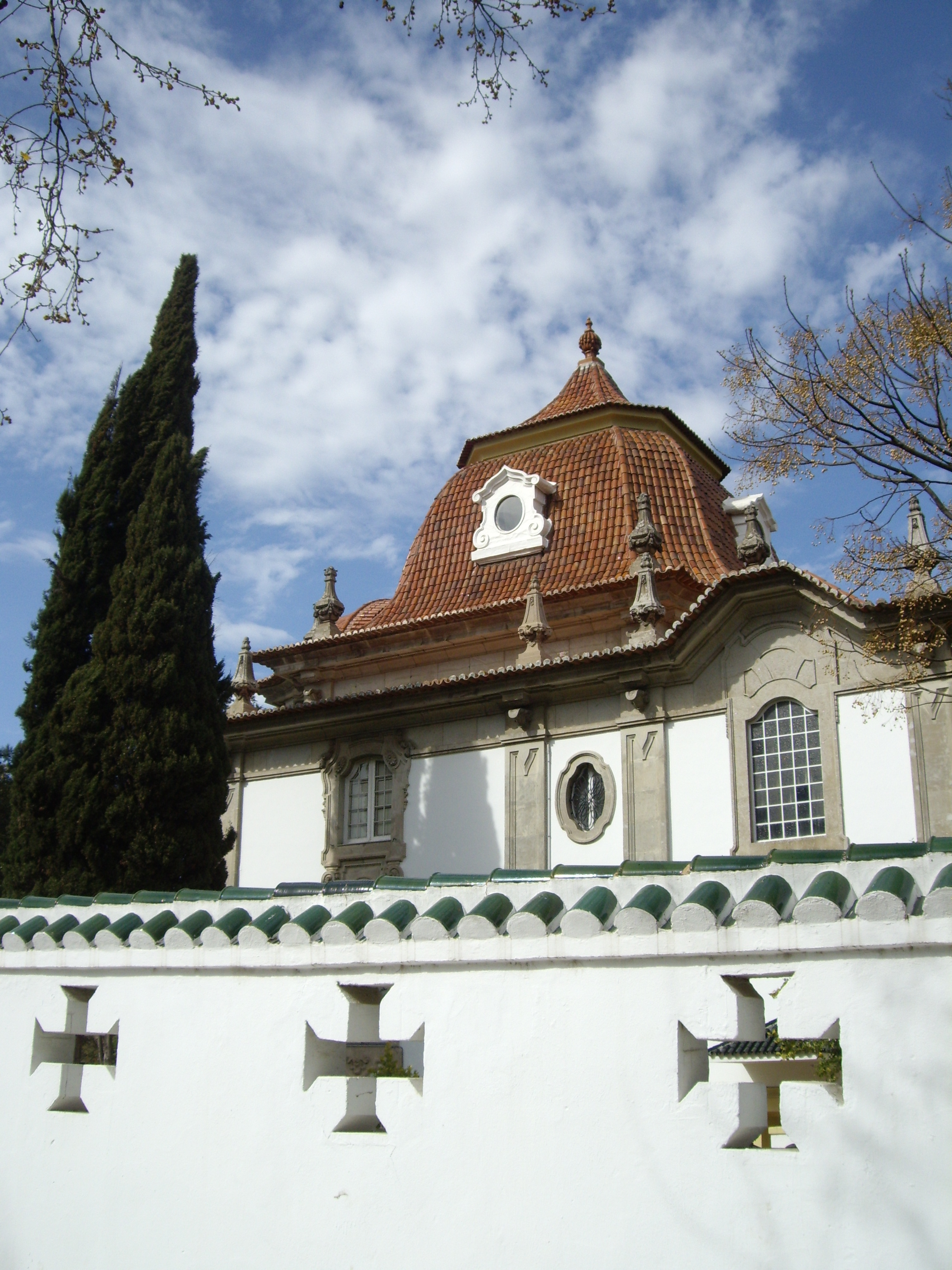
Le Consulat Général du Portugal.
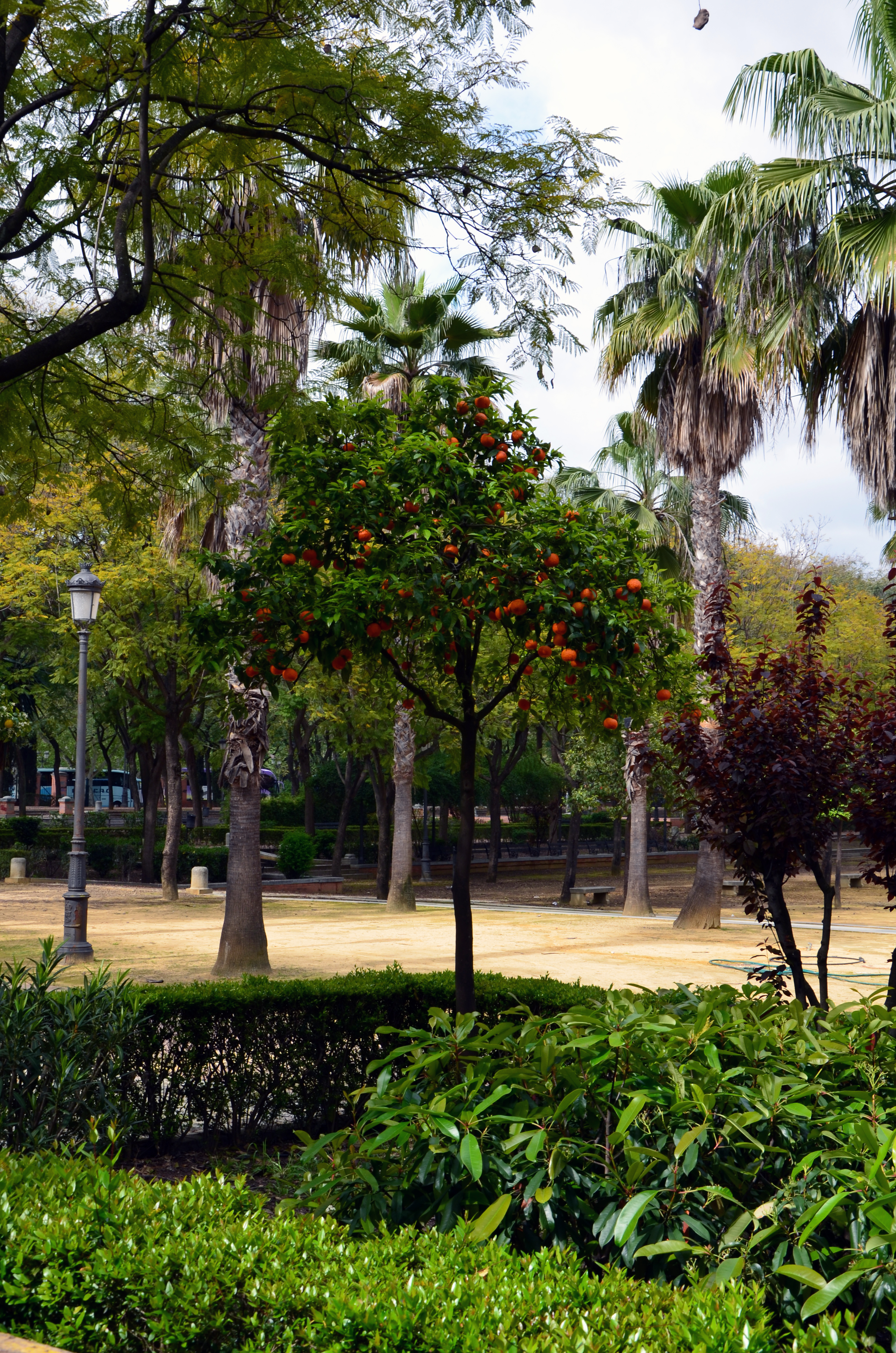
Un oranger dans les jardins.
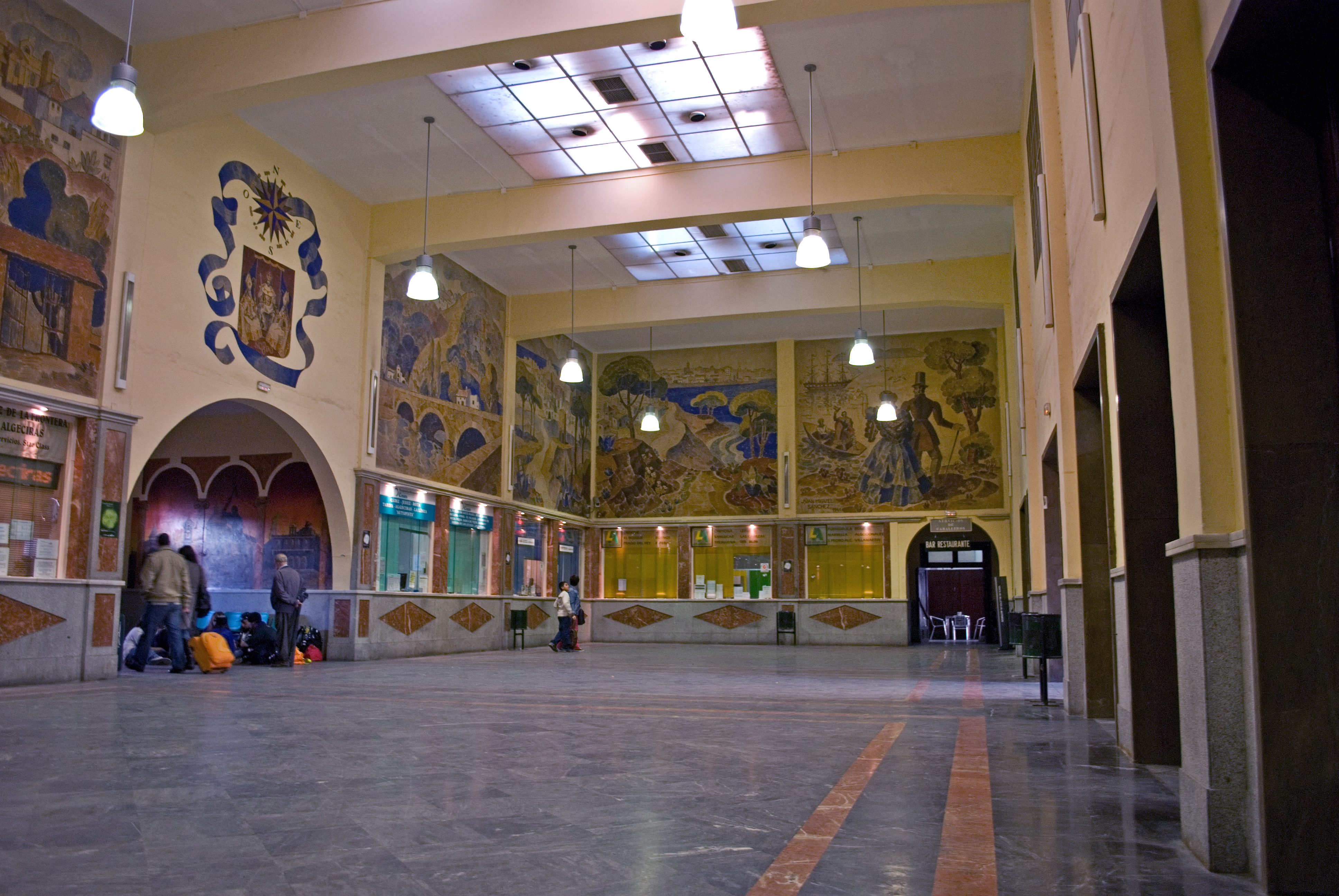
Le hall principal de la gare routière du Prado.